# Ignasi Miquel
Ignasi Miquel (Barcelona, Spanyolország, 1992. szeptember 28. –) spanyol utánpótlás-válogatott profi labdarúgó, jelenleg a Getafe középhátvédje.

## Pályafutása

### Arsenal
Miquel a 2009-2010-es szezonban 12 alkalommal lépett pályára az Arsenal tartalékcsapatában, ez idő alatt ő volt a csapatkapitány. 2011 januárjában az Ipswich Town és a Leeds United elleni kupa mérkőzéseken nevezve volt a keretbe, cserejátékosként. Játéklehetőséget viszont egyik meccs után sem. 2011. február 20-án az Angol labdarúgókupa ötödik fordulójában, az Arsenal a Leyton Orient csapatát látogatta meg, ahol Ignasi kezdőként volt nevezve a csapatba, ez volt az első meccse a felnőtt keretben. Mind a 90 percet végig játszotta, a mérkőzés végeredménye pedig 1-1-es döntetlenre zárult. Március 2-án a visszavágó meccset játszották az Arsenal stadionjában az Emirates Stadionba. Miquel megint játéklehetőséghez jutott, ezúttal is végig játszotta a mérkőzést, melynek végeredménye 5-0 lett a hazaiak javára.
2011. augusztus 20-án mutatkozott be először az angol bajnokságban, a Liverpool csapata ellen. Miután Miquel csapattársát, Laurent Koscielnyt sérülés miatt le kellett hozni a 16. percben, ezért neki kellett helyettesítenie a franciát a meccs hátralevő részében. Az Arsenal 2-0-ás vereséget szenvedett a hazaiak ellen. Miquel benne volt az első gólban, ugyanis mikor tisztázni akart a 16-oson belül, rárúgta csapattársára Aaron Ramseyre a labdát, ami bepattant róla a kapuba.

## Válogatott
Ignasi Miquel kerettagja volt annak a Spanyol U19-es csapatnak, amelyik megnyerte a 2011-es U19-es Európa-bajnokságot. Ha Miquel játéklehetőséget kapott a válogatottban, akkor az összes meccsen végig játszotta mind a 90 percet.

## Statisztika
| Club            | Szezon          | Liga | Liga  | Liga     | Kupa | Kupa  | Kupa     | Európa | Európa | Európa   | Összesen | Összesen | Összesen |
| Club            | Szezon          | Mérk | Gólok | Gólpassz | Mérk | Gólok | Gólpassz | Mérk   | Gólok  | Gólpassz | Mérk     | Gólok    | Gólpassz |
| --------------- | --------------- | ---- | ----- | -------- | ---- | ----- | -------- | ------ | ------ | -------- | -------- | -------- | -------- |
| Arsenal         | 2010-11         | 0    | 0     | 0        | 2    | 0     | 0        | 0      | 0      | 0        | 2        | 0        | 0        |
| Arsenal         | 2011-12         | 1    | 0     | 0        | 1    | 0     | 0        | 0      | 0      | 0        | 2        | 0        | 0        |
| Karrierje során | Karrierje során | 1    | 0     | 0        | 3    | 0     | 0        | 0      | 0      | 0        | 4        | 0        | 0        |

(2011. szeptember 21.)

## Sikerek, díjak
Spanyol U19 :
- U19-es Európa-bajnokság : 2011